# Anne Dejean-Assémat
Anne Dejean-Assémat (Cholet, 6 gennaio 1957) è una biologa francese che lavora sui meccanismi che portano allo sviluppo di tumori umani.
Dirige il laboratorio di organizzazione nucleare e oncogenesi presso l'Istituto Pasteur ed è direttrice di ricerca presso l'INSERM.

## Biografia
Anne Dejean-Assémat ha studiato all'Università Pierre e Marie Curie di Parigi laureandosi con un Master in genetica nel 1981. Ha quindi conseguito il dottorato di ricerca in virologia all'Istituto Pasteur nel 1988 con una tesi sul ruolo delle sequenze integrate del virus dell'epatite B nello sviluppo del carcinoma epatocellulare. Dal 2003 dirige l'Organizzazione nucleare e l'unità di oncogenesi dell'Istituto Pasteur. È stata presidente del comitato per la genetica, lo sviluppo e il cancro all'INSERM dal 2008 al 2012 e nel 2004 è diventata membro dell'Accademia francese delle scienze. Ha ricevuto il premio L'Oréal-UNESCO for Women in Science nel 2010, il Grand Prix INSERM nel 2014 e il premio Sjöberg nel 2018.

## Contributi scientifici
Anne Dejean-Assémat, studia i meccanismi, a livello genetico, epigenetico e cellulare, responsabili dello sviluppo dei tumori umani. Insieme ai suoi collaboratori ha raggiunto importanti traguardi nella comprensione dell'origine di alcuni tumori e hanno aperto prospettive uniche per nuove differenziazioni e contatti terapeutici mirati.
Ha scoperto mutazioni nei geni che codificano per i recettori dell'acido retinoico, il derivato attivo della vitamina A, nel cancro al fegato e in alcuni tipi di leucemia e ha analizzato i meccanismi molecolari alla base del loro ruolo nell'oncogenesi e nella sensibilità al trattamento. I suoi principali contributi sono la prima dimostrazione di un ruolo diretto per il virus dell'epatite B nel carcinoma epatico umano come mutagene inserzionale, la scoperta di un gene che codifica un recettore dell'acido retinoico in un sito di integrazione del virus dell'epatite B e la clonazione molecolare dell'oncoproteina PML-RAR responsabile della leucemia promielocitica acuta.
Concentrandosi sui difetti cellulari che caratterizzano questo tipo di leucemia, ha poi scoperto le implicazioni di un nuovo organulo cellulare, il corpo nucleare PML, e chiarito i meccanismi alla base dell'elevata efficienza del trattamento della leucemia promielocitica acuta da acido retinoico e arsenico che guarisce in oltre il 95% dei pazienti. I suoi studi hanno portato all'identificazione dei meccanismi genetici e cellulari responsabili della leucemia umana e alla comprensione dell'efficacia unica di questa terapia antitumorale mirata al difetto genetico. Il suo lavoro più recente mira a eludere il ruolo della modifica post traslazionale da parte della proteina SUMO nel controllo epigenetico dell'espressione genica.
Tre articoli pubblicati dal laboratorio di Anne Dejan-Assemat sono stati ritrattati a causa di problemi relativi alla manipolazione delle immagini. Nel 2019, un'indagine su una sospetta frode scientifica è stata condotta dal l'Institut Pasteur, dall'Inserm e dal CNRS. Le conclusioni indicano che un ricercatore permanente del laboratorio, che ha lasciato l'Institut Pasteur nel 2021, era responsabile delle pratiche fraudolente.

## Premi
- Premio Jeanne Loubaresse, Istituto Curie,[12] 1996
- Premio Hamdam per l'eccellenza nella ricerca medica, 2000[13]
- Premio Léopold Griffuel, ARC, 2010[14]
- Premio L'Oréal-UNESCO for Women in Science, 2010[3]
- Premio Duquesne, Ligue Nationale Contre le Cancer,[15] 2014
- Grand Prix INSERM,[16] 2014
- Premio Sjöberg, Accademia reale svedese delle scienze,[17] 2018